# 穂積陳重
穂積 陳重（ほづみ のぶしげ、入江陳重、いりえ のぶしげ、1856年8月11日（安政3年7月11日） - 1926年（大正15年）4月7日）は、明治から大正期の日本の法学者。日本初の法学博士の一人。東京帝国大学法学部学部長。英吉利法律学校（中央大学の前身）の創立者の一人。貴族院議員（勅選）。男爵。枢密院議長。勲一等旭日桐花大綬章。現在の愛媛県宇和島市出身。獨逸学協会会員。弟子に牧野英一など。

## 人物
1856年8月11日（安政3年7月11日）、伊予国宇和島藩領で国学者の鈴木（穗積）重樹の次男・邑次郎として生まれた。明治に入り鈴木家は穂積に改姓している。13歳で婿養子として入江家と養子縁組（婚約）をし、宇和島藩の貢進生として大学南校入学時は入江邑次郎、開成学校では入江陳重と名乗っている。入江家の援助により1876年からイギリス、ドイツに留学。
1881年（明治14年）、英独での留学から帰国し、東大法学部講師に就任。この時点では、ボアソナードや仏法学にも好意的だったが、翌年から仏文の財産法草案（プロジェ）を検討するにつれ、批判的になる。この時の学生だった江木衷や奥田義人らが、穏健派の陳重を差し置き、明治22年からの民法典論争で延期派の中核を担う。なお、陳重自身は英仏両派の派閥的感情的争いからは距離を置き、もっぱら学者的見地からの公平な法典批判に徹している（後述）。
なお、法学部を卒業した日本の法学士の数は1877年（明治10年）から1882年（明治15）年には全国で僅か38名であり、陳重は「代言人の地位向上、司法権の独立、治外法権の撤廃」を口忙しく強調していたという。
1882年（明治15年）、穂積姓に復帰して渋沢栄一の長女歌子と結婚し、渋沢財閥・大川財閥の縁戚となった。
1885年（明治18年）、司法省の援助を得、増島六一郎・菊池武夫らとともに英吉利法律学校（イギリス法律学校。中央大学の前身）を創立。なお、当時、日本の司法省記録局翻訳課には東京大学法学部英法科出身の石渡敏一がいた。
1886年（明治19年）、岸小三郎らによるアメリカ合衆国の『英国証拠法綱』（1882年）の日本語訳版に、序文を寄せる。
1888年（明治21年）、箕作麟祥・田尻稲次郎・菊池武夫・鳩山和夫とともに、日本で初めて法学博士号を授与される。
1890年（明治23年）3月、主著『法典論』を刊行、欧米各国の法典編纂の歴史・方法を網羅し日本法典の拙速主義を批判、法典断行論者をして反省させるに足るものがあったといわれ、後に明治民法制定の理論的基盤となった。
1890年（明治23年）11月、井上馨の三井家政改革において相談役となっていた渋沢栄一・益田孝・三野村利助から、家憲草案の作成を委嘱された。
1893年（明治26年）3月、法典調査会起草委員に就任。現行民法典の起草に中心的な役割を果たし、商法にも関与した。
1922年（大正11年）に、起訴便宜主義を法制化した改正刑事訴訟法法案が成立した際には、枢密院の枢密顧問官を勤めていた。
1926年4月8日 、心臓麻痺のため逝去。満69歳没（享年71）。墓所は谷中霊園。

## 学説
穂積は、イギリス留学時代に法理学及びイギリス法を研究するかたわら、法学の枠を超え、当時イギリスで激しい議論の的になっていたチャールズ・ダーウィンの進化論、ハーバート・スペンサーの社会進化論などについて、幅広い研究をした。
その後、ドイツへ転学し、ハインリヒ・デルンブルヒの講義を聴講してドイツ法を研究し、サヴィニーに触発され、日本民法へのパンデクテン法体系の導入のきっかけを作った。
穂積の学説は、歴史学派・進化主義の立場に立つもので、民法典論争では、富井と共に延期派にくみし、断行派にくみする梅と対立した。日本人起草の旧民法家族法に対しては、相続法の構成が良くないが、親族法は過渡期の立法としては概ね妥当という評価であった（例外は隠居制）。財産法の自然債務規定については、本来道徳領域に属すべきものであるにもかかわらず、フランス民法典にも無いボアソナードの独自説を強引に立法化したために多数の前後矛盾を生じた最悪の失敗作と断じ手厳しい態度を採っているが、逆に所有権の定義については法典および仏民法を批判し、ボアソナード独自説に依った草案の方が妥当とも評している。天賦人権論批判のような感情的非難は全くみられず、個人主義、男女同権、自由民権論などと相通じる面を持っていたといわれる。
刑法では、ロンブローゾの生来犯罪人説を研究し、新派刑法理論を日本に紹介した。
法律もまた生物や社会と同様に進化するものと考える一方で、20世紀をこえた頃から当時再生されつつあった自然法論（新自然法論）を意欲的に摂取し、進化論的立場に矛盾しないものとして再評価している。日本古来の習俗も研究し、後掲『法律進化論』を完成させ出版することを企図していたが、未完のままに終わっている。

## 年譜
- 1856年8月11日（安政3年7月11日） - 伊予国宇和島（現在の愛媛県宇和島市）に宇和島藩家老で国学者の鈴木（穗積）重樹の次男として生まれる。
- 1868年（明治元年） - 父の同僚・入江佐吉[26]の幼い娘の将来の婿養子として望まれ養子縁組する。
- 1870年（明治3年） - 貢進生として大学南校に入学[3]
- 1874年（明治7年） - 開成学校に転学
- 1876年（明治9年） - 養家の援助で留学しロンドン大学キングズ・カレッジ入学 / 同年中にミドル・テンプル法曹院入学。
- 1879年（明治12年） - 同校卒業 バリスター（法廷弁護士）の資格を得る。
- 1880年（明治13年） - ドイツに移りベルリン大学入学
- 1881年（明治14年） - 同校卒業 帰国。東京大学法学部講師に就任。伊達宗城家令・西園寺公成が渋沢栄一長女との縁談を持ち込み、入江家と縁を切って翌年結婚。
- 1882年（明治15年） - 東京大学教授兼法学部長に就任。その後、民法のみならず比較法学・法史学・法哲学等の幅広い分野で日本法学の先駆者、開拓者として活躍。
- 1884年（明治17年） - 法学協会の会誌『法学協会雑誌』の創刊にあたり、論文『民事訴訟用印紙規則に付 本邦と英独の比較』を寄稿。
- 1885年（明治18年） - 増島六一郎、菊池武夫らとともに英吉利法律学校（中央大学の前身）を創立。
- 1888年（明治21年） - 日本国最初の法学博士の学位取得
- 1890年（明治23年）9月29日 - 貴族院議員に勅選される[27]（- 1892年（明治25年）2月まで）
- 1891年（明治24年） - 大津事件において同郷の大審院長児島惟謙を激励し犯人死刑論を非難。
- 1893年（明治26年） - 富井政章、梅謙次郎とともに法典調査会主査となり、民法・戸籍法などを編纂。帝国大学法科大学長に就任。
- 1896年（明治29年） - 民法典公布（1898年（明治31年）施行）。東京学士会院会員となる。
- 1912年（大正元年） - 大学退職
- 1915年（大正4年）12月1日 - 男爵叙爵[28]
- 1916年（大正5年） - 枢密顧問官就任
- 1917年（大正6年） - 帝国学士院院長に就任
- 1922年（大正11年）11月20日午後、小石川植物園で開かれた学士院のアルベルト・アインシュタイン夫妻の公式歓迎会に長井長義夫妻らとともに出席。
- 1925年（大正14年）3月30日 - 枢密院副議長に就任[29]。
- 1925年（大正14年）10月1日 - 枢密院議長に就任[30]。
- 1926年（大正15年）4月8日 - 心臓麻痺のため逝去（享年71）[18]

## 著作
- 『穂積陳重遺文集』 穂積奨学財団、1932年4月第一冊 ／ 1932年12月第二冊 ／ 1934年1月第三冊 ／ 1934年9月第四冊

著書
- 『法典論』 哲学書院、1890年3月
  - Ancestor-worship and Japanese law. Z. P. Maruya & Co., Ltd., 1901.
  - 吉野作造編輯代表 『明治文化全集 第八巻 法律篇』 日本評論社、1929年5月
    - 再刊 明治文化研究会編 『明治文化全集 第十三巻 法律篇』日本評論新社、1957年3月
    - 新版『明治文化全集 第九巻 法律篇』日本評論社、1992年7月、ISBN 4535042497

  - 『法典論』 信山社出版〈日本立法資料全集〉、1991年2月、ISBN 4882611333
  - 『法典論』 新青出版、2008年7月、ISBN 9784915995729
- 『隠居論』 井上円成〈法理学叢書〉、1891年12月
  - 『隠居論』 穂積奨学財団、1915年3月
  - 『隠居論』 日本経済評論社、1978年8月
  - 『隠居論』 クレス出版〈「家族・婚姻」研究文献選集〉、1989年10月、ISBN 4906330169
- 『五人組制度』 法理研究会〈法理論叢〉、1902年5月
  - 『五人組制度』 龍溪書舎〈近代日本社会学史叢書〉、2008年2月
- The new Japanese civil code, as material for the study of comparative jurisprudence. Tokyo Printing Co., Ltd., 1904.
  - 『新日本民法典〔英文〕 新日本民法典講義〔第2改訂版〕』 信山社〈学術選書プラス〉、2011年6月、ISBN 9784797212556
- Lectures on the new Japanese civil code: as material for the study of comparative jurisprudence. Second & revised edition, Maruzen Kabushiki-kaisha, 1912.
  - 前掲 『新日本民法典〔英文〕 新日本民法典講義〔第2改訂版〕』
- 『由井正雪事件と徳川幕府の養子法』 帝国学士院〈帝国学士院第一部論文集〉、1913年6月
- 『法窓夜話』 有斐閣、1916年1月
  - 『法窓夜話』 河出書房〈市民文庫〉、1951年7月
  - 『法窓夜話』 福島正夫解説、岩波書店〈岩波文庫〉、1980年1月、ISBN 4003314719
- 『祖先祭祀ト日本法律』 穂積厳夫訳、有斐閣、1917年4月
- 『諱に関する疑』 帝国学士院〈帝国学士院第一部論文集〉、1919年3月
  - 『実名敬避俗研究』 刀江書院、1926年6月
  - 『忌み名の研究』 穂積重行校訂、講談社〈講談社学術文庫〉、1992年3月、ISBN 4061590170
- 『五人組制度論』 穂積奨学財団、1921年9月
- 『法律進化論』 穂積奨学財団、1924年7月第一冊・第二冊 ／ 1927年2月第三冊
- 『神権説と民約説』 穂積奨学財団〈法律進化論叢〉、1928年2月
- 『祭祀及礼と法律』 穂積奨学財団〈法律進化論叢〉、1928年8月
- 『慣習と法律』 穂積奨学財団〈法律進化論叢〉、1929年6月
- 『穂積陳重八束進講録』 穂積重遠、穂積重威編、岩波書店、1929年11月
- 『復讐と法律』 穂積奨学財団〈法律進化論叢〉、1931年3月
  - 『復讐と法律』 杉山晴康解説、岩波文庫、1982年4月、ISBN 4003314735
- 『続法窓夜話』 岩波書店、1936年3月
  - 『続法窓夜話』 福島正夫解説、岩波文庫、1980年3月、ISBN 4003314727
- 『相続法原理講義 : 穂積陳重文庫1』 磯野誠一翻刻、信山社出版〈復刻叢書〉、1990年7月、ISBN 4882611260
- 『タブーと法律 : 法原としての信仰規範とその諸相』 書肆心水、2007年7月、ISBN 9784902854329

訳書
- 『斉家必携』 績文社、1875年12月

編書
- 『五人組法規集』 穂積奨学財団、1921年10月

## エピソード

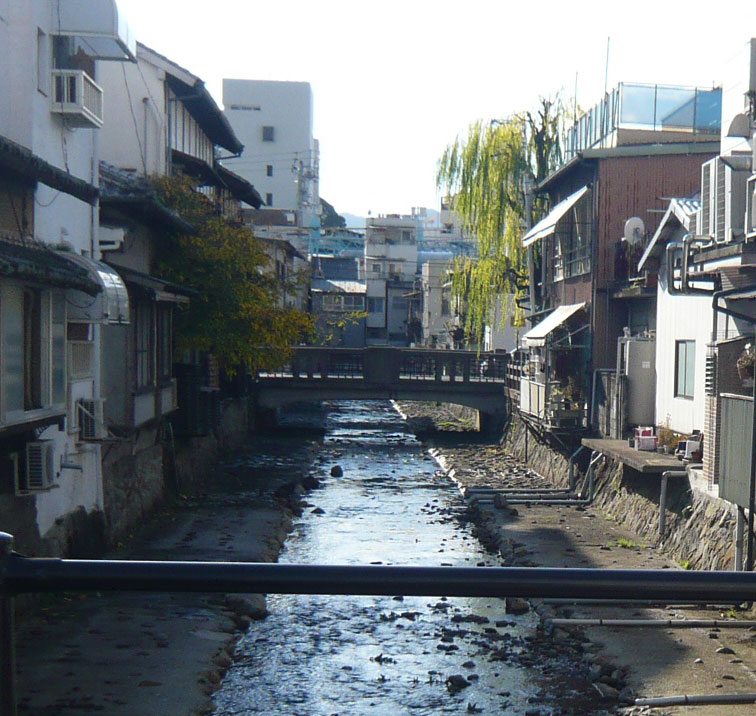
穂積橋

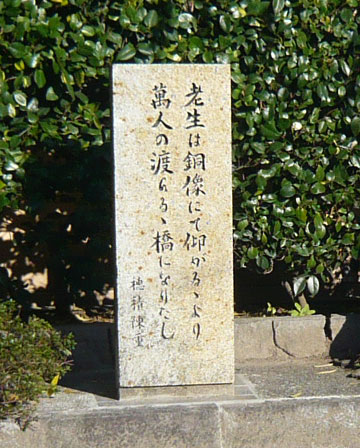
穂積橋記念碑

- 1887年（明治20年）、矢田部良吉らとともに、鹿鳴館の舞踏会に仮装して出演した[31]。
- 死後、出身地の宇和島市で銅像の建立の話が持ち上がったが、「老生は銅像にて仰がるるより万人の渡らるる橋となりたし」との生前の穂積の言葉から遺族はそれを固く辞退した。それでは改築中の本開橋を「穂積橋」と命名することにしてはという市の申し入れに対して遺族も了承し、現在も宇和島市内の辰野川にかかる橋の名前としてその名が残っている。
- 大正10年（1921年）に故郷宇和島町と隣接する八幡村の合併協議が頓挫した折、反対派を東京の私邸に招き、懇切丁寧に合併の必要性を説き、翻意させて合併実現に貢献した。
- 大正11年（1922年）に皇太子の宇和島市行啓に同行し、宇和島城に於ける茶会の折、皇太子の前の席には県知事を配するという県の方針に対し英国の例を引用し「殿下には宇和島市民が敬意を表すべき」との理由から市長を配すると主張、実現した。（出典:山村豊次郎傳）
- 穂積陳重とその兄弟、子女の結んだ閨閥関係は当時のモラルとしても度を過ぎたものと槍玉に挙げられることがあり、ジャーナリスト鵜崎鷺城によれば「学閥出身中に於て最初の閨閥記録を造りたる者を穂積陳重とす。伊予宇和島の産、初め入江某（注：入江佐吉。穂積兄弟の父重嵜（しげのぶ、重樹とも）の同僚）の養子となり（注；明治元年9月22日婿養子縁組。しかし陳重（邑次郎）は14歳、入江の娘に至っては長女5歳、二女2歳である）、其資を以て五年間英独に留学し、帰朝後此鴻恩ある養家と絶ちて渋沢の佳婿となれり（注：明治14年6月帰国の翌7月に旧宇和島藩主・伊達宗城家令・西園寺公成より渋沢栄一の長女・歌子との縁談話を持ち込まれ、8月に見合、11月末に入江家との縁組を解消して渋沢家と結納、翌15年4月25日婚礼）。彼は我邦学界の耆宿（キシュク、学識・経験のすぐれた老大家のこと）なれども、国法学者としては現代の新智識より遠かる。唯だ大学教授に不相当なる生活を為し、何程か朝野の間に重んぜらるゝは背後に渋沢を控へ、又一は児玉源太郎の女を迎へて息重遠に配し（注：長男・重遠は明治41年10月9日児玉の三女・ナカ（仲子）と結婚。なお、児玉の四女・モトは藤田嗣雄（藤田嗣治の兄の憲法学者）、五女・ツルは木戸幸一（最後の内大臣。木戸孝允の妹の子で木戸侯爵家を嗣ぐ）に嫁す）、寺内とも姻戚の関係（注：寺内正毅長女・サワは児玉源太郎長男・秀雄に嫁す）あるの故を以てにあらざる乎。弟八束は浅野総一郎の女婿なり（注：明治14年8月17日最初の妻・郷子（西園寺公成長女）と死別、24年4月23日浅野総一郎長女・松子と結納、翌25年2月12日婚礼）。……八束の如きは閥族に阿ねる所謂曲学の徒にして豈に憲法の神髄を解し得たる者ならんや」などと論じられることがあった[32]。

## 栄典・授章・授賞
位階
- 1882年（明治15年）
  - 3月7日 - 正七位
  - 6月1日 - 従六位

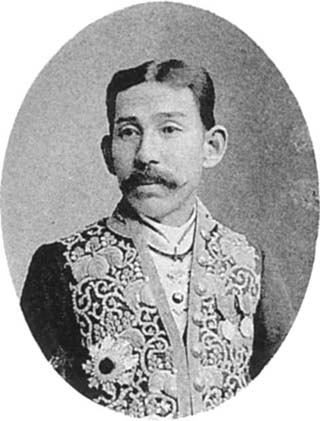
穂積陳重

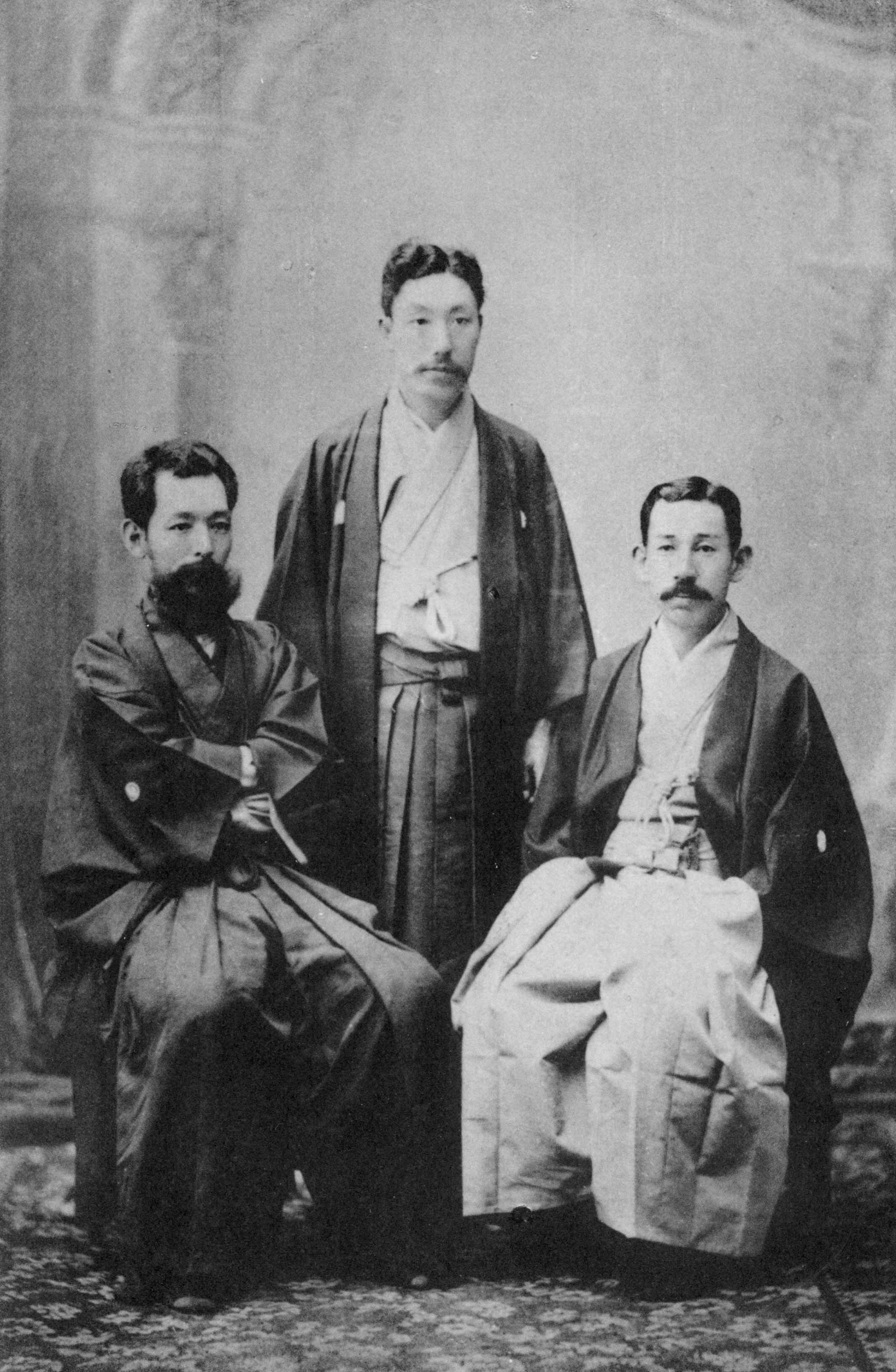
梅謙次郎（中央）・富井政章(左)とともに（1895年）

- 1885年（明治18年）5月7日 - 正六位[33]
- 1891年（明治24年）12月10日 - 正五位[34]
- 1896年（明治29年）12月21日 - 従四位[35]
- 1902年（明治35年）3月31日 - 正四位[36]
- 1907年（明治40年）5月20日 - 従三位[37]
- 1912年（明治45年）3月11日 - 正三位[38]
- 1923年（大正12年）2月10日 - 従二位[39]
- 1926年（大正15年）4月8日 - 正二位[40]

爵位
- 1915年（大正4年）12月1日 - 男爵[41]

勲章等
| 受章年                     | 略綬 | 勲章名           | 備考 |
| -------------------------- | ---- | ---------------- | ---- |
| 1893年（明治26年）12月28日 |      | 勲四等瑞宝章     |      |
| 1897年（明治30年）12月28日 |      | 勲三等瑞宝章     |      |
| 1898年（明治31年）6月29日  |      | 勲二等旭日重光章 |      |
| 1903年（明治36年）5月21日  |      | 金杯一個         |      |
| 1906年（明治39年）4月1日   |      | 勲一等瑞宝章     |      |
| 1913年（大正2年）12月27日  |      | 旭日大綬章       |      |
| 1915年（大正4年）11月10日  |      | 大礼記念章       |      |
| 1926年（大正15年）4月8日   |      | 旭日桐花大綬章   |      |
| 1926年（大正15年）4月8日   |      | 帝都復興記念章   |      |

外国勲章佩用允許
| 受章年                   | 国籍       | 略綬 | 勲章名         | 備考 |
| ------------------------ | ---------- | ---- | -------------- | ---- |
| 1919年（大正8年）4月17日 | 支那共和国 |      | 一等大綬嘉禾章 |      |

## 系譜・家族

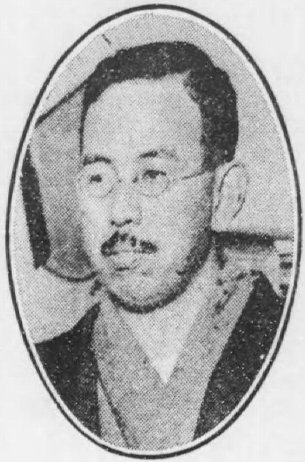
長男の穂積重遠

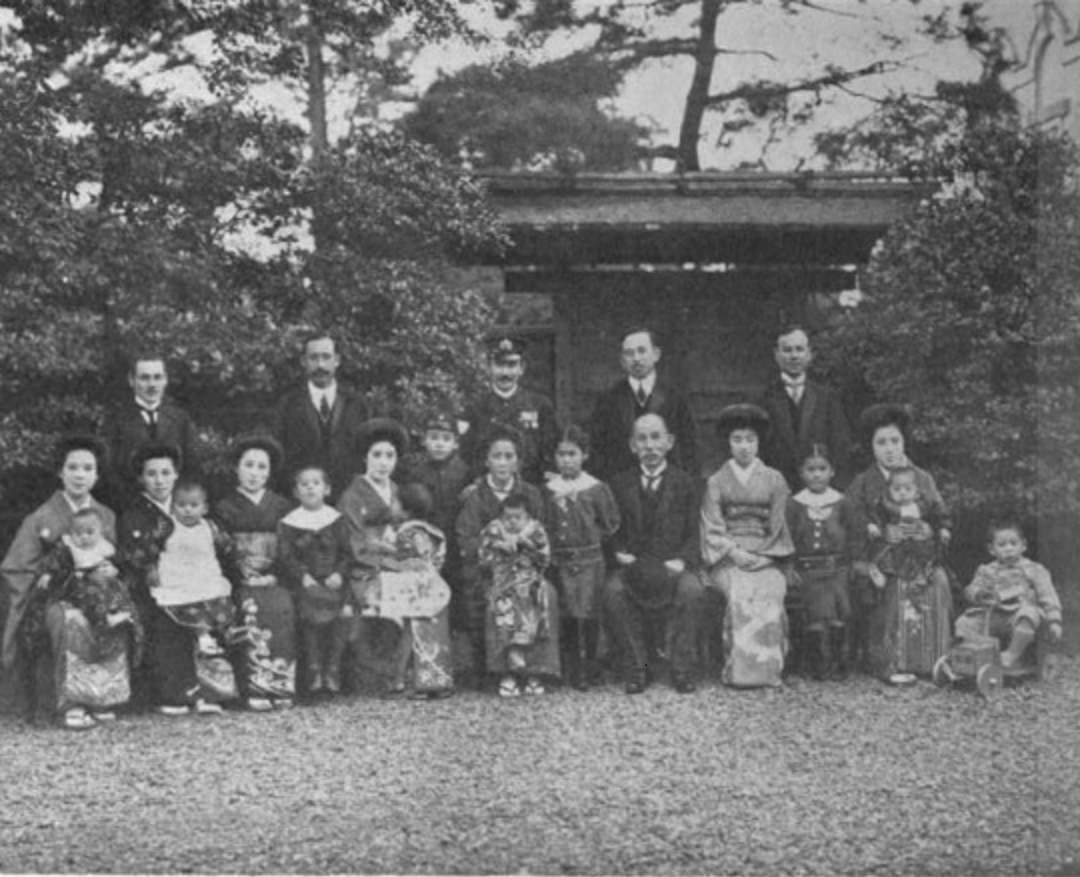
大正7年の穂積一家

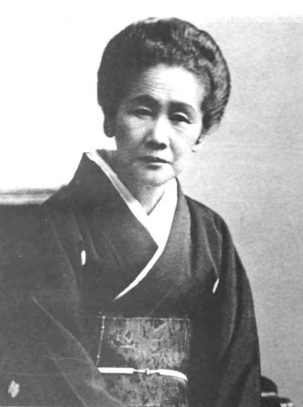
晩年の妻歌子

穂積家は宇和島藩伊達家が仙台より分家する以前からの、伊達家譜代の家臣である。饒速日命を祖に持つと言われる。祖父重麿は宇和島藩に思想としての国学を導入した人物であった。父重樹は長子として父の学問を継ぎ、明治維新後藩校に国学の教科が設けられるとその教授となり、また国学の私塾も営んだ。兄の重穎(頴)は第二十国立銀行頭取などを務めた、渋沢栄一に近い実業家。憲法学者穂積八束は弟。長男の穂積重遠は「日本家族法の父」といわれ、東大教授・法学部長、最高裁判所判事を歴任。妻歌子（または宇多）は、渋沢栄一の長女。孫の穂積重行は大東文化大学学長（専攻は近代イギリス史）。
- 父：穂積重樹 - 宇和島藩士、同藩士鈴木重麿の子。
  - 兄:穂積重頴 - 重樹長男。第二十国立銀行頭取。
  - 弟:穂積八束 - 重樹三男。憲法学者。東京帝国大学法科大学長。貴族院議員。ベルリン大学等に学ぶ。岳父は浅野総一郎。
- 妻：歌子[51]（1863年 - 1932年）、渋沢栄一と尾高惇忠の妹・千代の長女。甥に法哲学者尾高朝雄がいる。大日本赤十字社正会員、慈恵委員慈恵会幹事、愛国婦人会会員、出征軍人家族慰問婦人会理事などを務めた[52]。
  - 長男:穂積重遠 - 東京帝国大学法学部教授、最高裁判所判事。岳父は児玉源太郎。
  - 次男:穂積律之助 - 海軍造船少将。
  - 四男:穂積真六郎 - 朝鮮総督府官僚。殖産局長として、「朝鮮人のための朝鮮」を志した朝鮮の産業革命の総指揮をとり、大きな実績を残す。戦後、参議院議員。岳父は芳賀矢一。
  - 長女:渋沢孝 - 渋沢元治（栄一の甥）の妻。
  - 次女:石黒光子 - 石黒忠篤妻。
  - 三女:市河晴子 - 市河三喜妻[53]。

| 鈴木重麿 |          |          |          |          |          |  |  |              |              |              |              |              |              |  |  |            |            |            |            |            |            |  |  |        |        |        |        |        |        |  |  |          |          |          |          |          |          |  |  |          |          |          |          |          |          |  |  |  |  |  |  |  |  |  |  |  |  |  |  |
|          |          |          |          |          |          |  |  |              |              |              |              |              |              |  |  |            |            |            |            |            |            |  |  |        |        |        |        |        |        |  |  |          |          |          |          |          |          |  |  |          |          |          |          |          |          |  |  |  |  |  |  |  |  |  |  |  |  |  |  |
| 穂積重樹 |          |          |          |          |          |  |  |              |              |              |              |              |              |  |  |            |            |            |            |            |            |  |  |        |        |        |        |        |        |  |  |          |          |          |          |          |          |  |  |          |          |          |          |          |          |  |  |  |  |  |  |  |  |  |  |  |  |  |  |
|          |          |          |          |          |          |  |  |              |              |              |              |              |              |  |  |            |            |            |            |            |            |  |  |        |        |        |        |        |        |  |  |          |          |          |          |          |          |  |  |          |          |          |          |          |          |  |  |  |  |  |  |  |  |  |  |  |  |  |  |
|          |          |          |          |          |          |  |  |              |              |              |              |              |              |  |  |            |            |            |            |            |            |  |  |        |        |        |        |        |        |  |  |          |          |          |          |          |          |  |  |          |          |          |          |          |          |  |  |  |  |  |  |  |  |  |  |  |  |  |  |
| 穂積重頴 | 穂積重頴 | 穂積重頴 | 穂積重頴 | 穂積重頴 | 穂積重頴 |  |  | 穂積陳重     | 穂積陳重     | 穂積陳重     | 穂積陳重     | 穂積陳重     | 穂積陳重     |  |  | 穂積八束   | 穂積八束   | 穂積八束   | 穂積八束   | 穂積八束   | 穂積八束   |  |  |        |        |        |        |        |        |  |  |          |          |          |          |          |          |  |  |          |          |          |          |          |          |  |  |  |  |  |  |  |  |  |  |  |  |  |  |
| 穂積重頴 | 穂積重頴 | 穂積重頴 | 穂積重頴 | 穂積重頴 | 穂積重頴 |  |  | 穂積陳重     | 穂積陳重     | 穂積陳重     | 穂積陳重     | 穂積陳重     | 穂積陳重     |  |  | 穂積八束   | 穂積八束   | 穂積八束   | 穂積八束   | 穂積八束   | 穂積八束   |  |  |        |        |        |        |        |        |  |  |          |          |          |          |          |          |  |  |          |          |          |          |          |          |  |  |  |  |  |  |  |  |  |  |  |  |  |  |
|          |          |          |          |          |          |  |  |              |              |              |              |              |              |  |  |            |            |            |            |            |            |  |  |        |        |        |        |        |        |  |  |          |          |          |          |          |          |  |  |          |          |          |          |          |          |  |  |  |  |  |  |  |  |  |  |  |  |  |  |
| 穂積重遠 | 穂積重遠 | 穂積重遠 | 穂積重遠 | 穂積重遠 | 穂積重遠 |  |  | 穂積律之助   | 穂積律之助   | 穂積律之助   | 穂積律之助   | 穂積律之助   | 穂積律之助   |  |  | 穂積真六郎 | 穂積真六郎 | 穂積真六郎 | 穂積真六郎 | 穂積真六郎 | 穂積真六郎 |  |  | 渋沢孝 | 渋沢孝 | 渋沢孝 | 渋沢孝 | 渋沢孝 | 渋沢孝 |  |  | 石黒光子 | 石黒光子 | 石黒光子 | 石黒光子 | 石黒光子 | 石黒光子 |  |  | 市河晴子 | 市河晴子 | 市河晴子 | 市河晴子 | 市河晴子 | 市河晴子 |  |  |  |  |  |  |  |  |  |  |  |  |  |  |
| 穂積重遠 | 穂積重遠 | 穂積重遠 | 穂積重遠 | 穂積重遠 | 穂積重遠 |  |  | 穂積律之助   | 穂積律之助   | 穂積律之助   | 穂積律之助   | 穂積律之助   | 穂積律之助   |  |  | 穂積真六郎 | 穂積真六郎 | 穂積真六郎 | 穂積真六郎 | 穂積真六郎 | 穂積真六郎 |  |  | 渋沢孝 | 渋沢孝 | 渋沢孝 | 渋沢孝 | 渋沢孝 | 渋沢孝 |  |  | 石黒光子 | 石黒光子 | 石黒光子 | 石黒光子 | 石黒光子 | 石黒光子 |  |  | 市河晴子 | 市河晴子 | 市河晴子 | 市河晴子 | 市河晴子 | 市河晴子 |  |  |  |  |  |  |  |  |  |  |  |  |  |  |
|          |          |          |          |          |          |  |  |              |              |              |              |              |              |  |  |            |            |            |            |            |            |  |  |        |        |        |        |        |        |  |  |          |          |          |          |          |          |  |  |          |          |          |          |          |          |  |  |  |  |  |  |  |  |  |  |  |  |  |  |
| 穂積重行 | 穂積重行 | 穂積重行 | 穂積重行 | 穂積重行 | 穂積重行 |  |  | 八十島和歌子 | 八十島和歌子 | 八十島和歌子 | 八十島和歌子 | 八十島和歌子 | 八十島和歌子 |  |  | 岩佐美代子 | 岩佐美代子 | 岩佐美代子 | 岩佐美代子 | 岩佐美代子 | 岩佐美代子 |  |  |        |        |        |        |        |        |  |  |          |          |          |          |          |          |  |  |          |          |          |          |          |          |  |  |  |  |  |  |  |  |  |  |  |  |  |  |